# マクドネル・ミラー
- メタルギアシリーズ > メタルギアシリーズの登場人物 > マクドネル・ミラー

マクドネル・ベネディクト・ミラー（McDonnell Benedict Miller、1947年 - 2005年）、別名：カズヒラ（和平）・ミラー (Kazuhira Miller) 、通称マスター・ミラー (Master Miller) は、コナミ（現、コナミデジタルエンタテインメント）のアクションゲーム、メタルギアシリーズに登場する架空の人物。
『メタルギアソリッド』ではミラーを名乗る別人が登場する。担当声優は銀河万丈。それ以外の作品は杉田智和が声優を務めている。

## 概要
身長183cm。特殊部隊FOXHOUNDサバイバル教官として主人公ソリッド・スネークを指導した事があり、彼の良きアドバイザーである。
日本人の母（?-1971）とアメリカ人の父を持つ日系二世。当初は国籍を持っていなかったが、後にアメリカ国籍を取得。既婚であるが妻とは同居しておらず、一人娘のキャサリーと2人暮らしであった。

## 経歴

### スネークと出会うまで
東京都出身。母親は10代半ばの頃、1945年3月10日の東京大空襲で焼け出され、横須賀に住む親戚に引き取られた。戦後、母親は駐留米軍相手にパンパンとして働き、GHQ民政局局長コートニー・ホイットニーの下で働く米軍将校との間にミラーを授かる。父親は日本にいる間ミラーの母親を妻のように扱ったが、帰国後に退役、現役軍人相手に講師となり「アメリカの家族」とバージニア州で暮らし始め、一切日本へ連絡をしなかった。また、母も父の話はほとんどしなかったため、本人は父の素性どころか名前も知らず、ある切っ掛けで父親の写真を見つけるまで顔も知らなかった。
年少のころは、日本人に不釣り合いな髪の色や目の色から、近所の人に揶揄されてきた。そのため、幼少のころより「俺は勝者アメリカの子なんだ」「アメリカこそが俺の祖国で、いつかアメリカに行く」と考えていた。
母は娼婦をやめてから父の残した金で煙草店を経営していたが、ミラーが10歳のとき体を壊し寝たきりとなったため、ミラーが代わりに店番をすることになる。父の名前・素性を知りたかったミラーは、米兵が来店するたびに父の写真を見せるなどして、父を知る人物を探した。数年後、ある米兵が「そいつはミラーだ、知ってるよ」と名前を教えてくれ、その後偶然来店した父の教え子から所在を聞く。ミラーはアメリカに行きたいという気持ちから、父に対して会いたいという旨の手紙を送ったところ、了承を得たため、母親を入院させて渡米する。父は年老い、すでに講師をやめていた。父にとってマクドネル・ミラーは、ベトナム戦争で戦死した「アメリカの息子」や離婚した妻の穴を埋める存在であり、ミラー自身もそれを認識していた。
22歳まで父と共に暮らしたが、大学卒業を境に日本へ帰国した。帰国後は病気が進行した母親を養うため日本に留まり、他に働き口が考えられるにもかかわらず1969年に陸上自衛隊に入隊した。2年後の1971年、母親の死去に伴い除隊する。除隊理由は母の死にあるが、「自衛隊では父親のいた米軍と肩を並べられない」「専守防衛に馴染めない」「三島由紀夫の自害で生き方や兵士としての在り方などを考えさせられた」などもあった。除隊後はアメリカに戻るが、すでに父親は自殺していた。

### 国境なき軍隊・ピースウォーカー事件
- 『メタルギアソリッド ピースウォーカー』（2010年発売）

ゲーム開始は1974年11月4日。その2年前の1972年、流れ着くように中南米に渡り、コロンビアの反政府勢力に傭兵として雇われ、実戦未経験にも関わらず教官や部隊指揮官を任されてしまう。その際、政府軍側に雇われていたビッグ・ボス率いる部隊との遭遇戦で、実戦経験の浅いミラーはまともに指揮ができず自分の部隊を全滅させてしまった。自身も仕掛け爆弾により瀕死の重傷を負ったが、決死の覚悟でビッグ・ボスを道連れにしようと手榴弾で自爆を図るも阻止される。捕虜として助けられ、仲間にならないかと誘ったビッグ・ボスに対していくつか勝負を挑むがことごとく惨敗、目的達成のために行なった裏工作にも失敗した。その後、ビッグ・ボスと共に「国境なき軍隊」 (MSF) を創設、副司令を務める。ビッグ・ボスからは「カズ」と呼ばれている。
MSFでは組織運営や部隊指揮などに携わり、前線で戦うビッグ・ボスを後方から支援した。また、いずれ冷戦は終結し、紛争やテロの時代が来ると予測し、MSFを民間軍事会社のようなビジネスにしようとスネークに働きかけていた。
しかし、裏では愛国者達と「敵でも味方でもないビジネス・パートナー」として繋がりを持っており、ビッグ・ボスをサポートすると同時に、MSFビジネス展開を進める代償としてビッグ・ボスを監視、愛国者達側へその情報を提供していた。「国境なき軍隊」とは言え、彼のビジネス論には組織間の国境や他人の心のわだかまりは関係無かったようである。
ドラマCD「平和と和平のブルース」では、ビッグ・ボスとの出会いが詳しく描かれており、全て負けたら仲間になることを条件に様々な勝負を持ちかけたが、ビッグ・ボスの驚異的な能力や、彼が反政府軍で信頼していたゲリラ達まで口説いて味方にしてしまったカリスマ性に一旦負けを認め、共同経営者としてMSFを結成する。MSF内の何人もの女性兵士に手を出した上に、マザーベース内のシャワールームで「スワン」というコードネームの女性兵士と性行為に至り、それを目撃した男性兵士を負傷させたため、ビッグ・ボスに怒られている。マゾヒズムの気があるのか、彼とのデートミッションで彼にCQCを行うと好感度が上がる。また音楽好きのようで、登場人物のパスとバンドを組む約束をしていたり、彼とのデートミッションで恋の抑止力をBGMでかけるとエア・ギターを行うが、寝込んでいたパスを励ますために歌を唄った際、音痴であることが判明したとパスの日記で明らかになっている。
『ピースウォーカー』でミラーを演じた杉田智和が出演するゲームである『テイルズ オブ エクシリア』のコラボとして、ミラーが着用しているサングラスがアタッチメントとして登場している。

### マザーベース壊滅・カリブの大虐殺
- 『メタルギアソリッドV グラウンド・ゼロズ』（2014年発売）

1975年3月16日。「国境なき軍隊」の副司令。国際原子力機関（IAEA）によるマザーベース査察で身動きが取れないため、ビッグ・ボスにパスとチコの救出任務を課す。なお、ヒューイが独断で司令室にIAEAを入れたが、実は核査察は偽装で、正体はスカルフェイス率いるサイファーの実働部隊XOFであった。XOFによる襲撃と、プラットフォーム脚部に仕掛けられたC4によりマザーベースは壊滅、わずかなスタッフの援護によってビッグ・ボスと共にヘリで離脱する。

### 再起と復讐、ダイアモンド・ドッグズ
- 『メタルギアソリッドV ファントムペイン』（2015年発売）

1984年。XOFの襲撃により「国境なき軍隊」が壊滅させられ、スネークと共に入院していたが、ゼロの計略により治療処置が終わった後に引き離されてしまう。退院後にゼロから接触があったが、ビジネスの関係だったことが仇となり、オセロットとの接触方法とスネークが目覚めた時の合言葉しか教えてもらえなかった。ゼロとのやり取りの後、ミラーは新たな組織として「ダイアモンド・ドッグズ」を立ち上げ、スネークが目覚める9年の時を待ち続けた。多くの仲間達を失った悲しみと怒り、自身もかつてサイファーと繋がっていたことに対する後悔と自責の念からかつての陽気な性格は影を潜め、ダイアモンド・ドッグズではかつての組織を建て直すために以前以上に世界中から汚れ仕事をかき集めるなりふりの構わなさ、そしてサイファーとそれに関わる者に対する復讐心と非情さをあらわにするようになっていた。
ヴェノム・スネーク（以下「ヴェノム」）が目覚める直前、ムジャヒディンの訓練の依頼でアフガニスタンに出かけていたが、謎の武装集団（スカルズ）によって9年前の生き残りである精鋭を含んだ護衛を全滅させられ、その後はなぜかソ連軍の近くに放置させられた結果、ソ連軍に囚われの身となる。この時のソ連軍による拷問で、両目の視力をほぼ失っている。ヴェノムには最後までそれを明かさなかった。救出後は、サイファー（愛国者達）との繋がりがあったことをヴェノムに明かし、「自分はゼロに寄生していた」と後悔と復讐が混じったことを口にしている。そして筋電義肢を付けて任務に臨むヴェノムとは違い、仲間を失った怒りと悲しみ・そして痛みを忘れぬよう、歩行の時の義足はつけつつもあえて義肢を付けずにマザーベースの運営に携わる。
また、ここで後に自分を殺害することになるイーライ（後のリキッド・スネーク）とも顔を合わせている。
ヘソクリで私的にハンバーガーショップ「バーガー・ミラーズ」を経営しているが、売り上げはあまり良くない模様。当初は高級食材をウリにしたハンバーガーを制作していたが、のちにコードトーカーが好物のハンバーガーを要求したことを皮切りに彼を新製品のモニターにしたところ、「そのようなものはハンバーガーには求められていない、美味いか不味いかが第一だ」という旨のアドバイスを独自に解釈、化学調味料たっぷりのケミカルバーガーを目玉商品に大幅リニューアルしたようである。なお、この時は影を潜めていたかつてのような陽気な様子を見せている。
どの時点でかは不明だが、本物のビッグ・ボスが単身で自身の元を離れていたこととその真意と計画をオセロットから知らされ、自分はビッグ・ボスに捨てられたと判断しビッグ・ボスと袂を分かつことを決意する。以後は影武者のヴェノムの事を本物のビッグ・ボスだと認識し恐るべき子供達も自分が育て、いずれはビッグ・ボスを討つ事を宣言。ボス側についているオセロットともいずれは敵対するであろうと発言していた。

### ザンジバーランド騒乱
- 『メタルギア2 ソリッドスネーク』（1990年発売）

ダイアモンド・ドッグズの活動を経た後は、SAS（イギリス陸軍特殊部隊）、グリーンベレー（アメリカ陸軍特殊部隊）といった西側特殊部隊やアメリカ海兵隊のブーツ・キャンプ（新兵訓練所）などで教官を務め、最終的にFOXHOUNDのサバイバル教官に就く。また、年に2回MERC SCHOOL（傭兵学校）のコーチも務めてソリッド・スネークを始め多くの隊員達を指導した。FOXHOUND時代は教え子から鬼教官と称され、隊員達から敬意を込めて「マスター・ミラー」の愛称で呼ばれていた。
1999年12月24日。「マクドネル・ミラー」としてザンジバーランド蜂起鎮圧に赴くソリッド・スネークをサポートした。心理的な助言のみならずサバイバル技術や科学的な知識に長けたアイデアマンであり、その助言はソリッド・スネークの硫酸トラップなどの回避や先述した『ファントムペイン』での宣言通りビッグ・ボスの打倒に貢献したと言える。

### シャドー・モセス島事件
- 『メタルギアソリッド』（1998年発売）

FOXHOUNDを退役、アラスカ・スカウトの教官の仕事を稀に引き受けながらアラスカで隠居生活を送っていた。
しかし、シャドー・モセス島事件の3日前に事件の首謀者であるリキッド・スネーク達によって密かに殺害されてしまう。その後、リキッドはミラーを装って無線でスネーク達と接触。スネーク一行はリキッドがミラーに成り代わっていると知らず、結果的に事件の首謀者であるリキッド本人に助言を求め、彼にスパイ活動を許してしまうことになる。つまり本作で登場するマクドネル・ミラーは最初からリキッドである。
レイモンド・ベンソンによる小説版では襲撃時の描写が明確に描かれており、リキッド一味の襲撃を受けた時は、アラスカにある自宅のトレーニングルームで一人汗を流している最中だったとされる。そのため非常に軽装だった事と家の外が極寒の大地だった事が災いし、戦う事も逃げる事も適わず、催眠ガスによる攻撃で力尽きてしまった。作中でリキッドが変装したミラーが登場することは少なく、ミラーの助言は主にスネークの回想の中でのみ行われる。